# Sextil Pușcariu

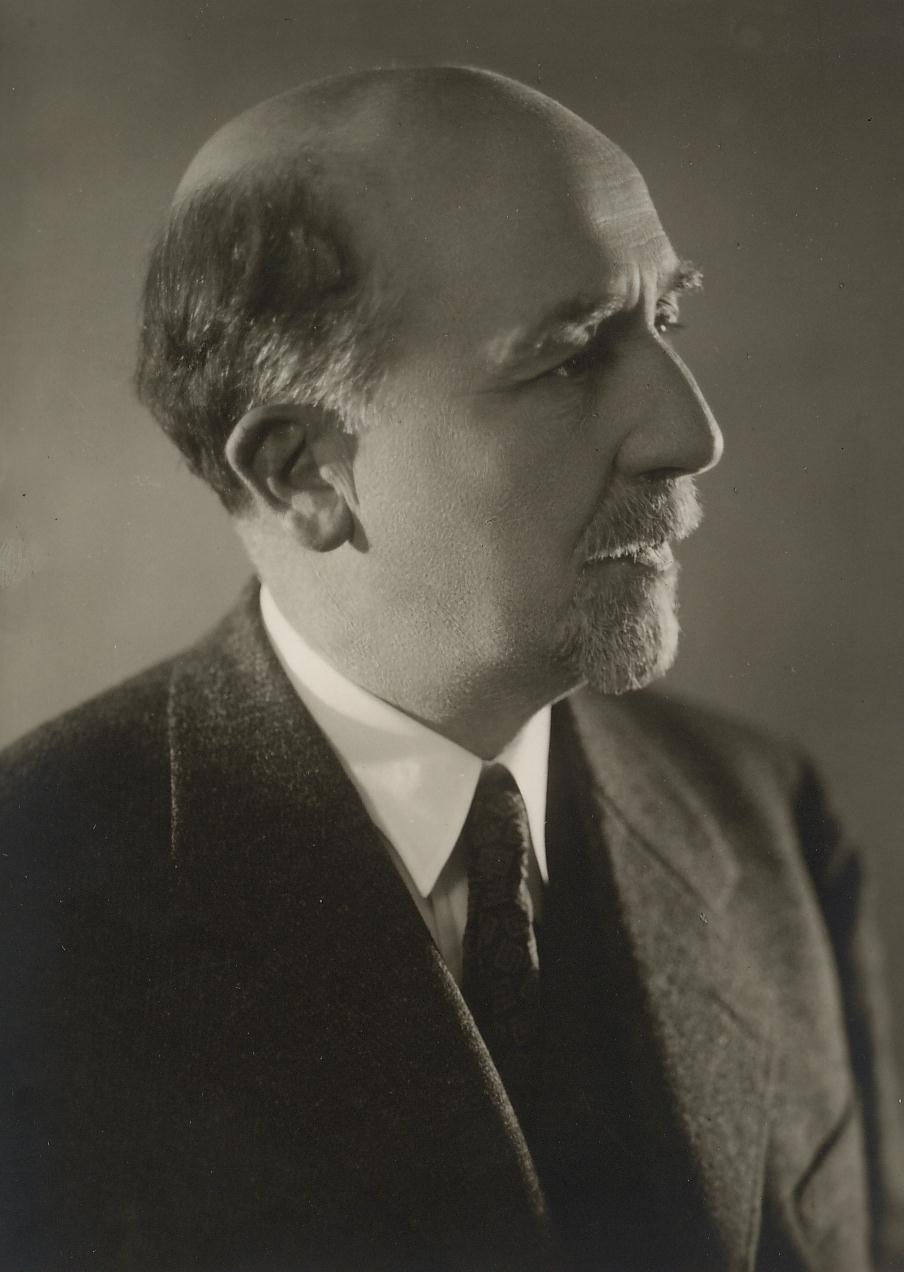
Sextil Pușcariu

Sextil Iosif Pușcariu (* 4. Januar 1877 in Brașov; † 5. Mai 1948 in Bran) war ein rumänischer Romanist und Rumänist.

## Leben und Werk
Sextil Pușcariu studierte in Leipzig, Paris und Wien. Er promovierte 1900 bei Gustav Weigand in Leipzig über Die rumänischen Diminutivsuffixe (Leipzig 1899) und habilitierte sich 1904 bei Wilhelm Meyer-Lübke in Wien mit der Schrift Lateinisches Ti und Ki im Rumänischen, Italienischen und Sardischen (Leipzig 1904, Jahresberichte des Instituts für Rumänische Sprache zu Leipzig 11). Von 1905 bis 1906 leitete er an der Universität Wien das Rumänische Seminar. Dann wurde er an die Franz-Josephs-Universität Czernowitz berufen und war dort von 1906 bis 1908 außerordentlicher und von 1908 bis 1918 ordentlicher Professor für Rumänische Sprache und Literatur (von 1914 bis 1918 auch Dekan). 1918 war er Vizepräsident des Nationalrates der Bukowina. 1919 wurde er erster Rektor der rumänisch neu gegründeten Universität Klausenburg. Ab 1926 war er Ordinarius für Rumänische Sprache und Literatur an der Universität Klausenburg, wo er das Museum der rumänischen Sprache einrichtete und Sever Pop zum Schüler hatte. 1937 wurde er als korrespondierendes Mitglied in die Sächsische Akademie der Wissenschaften aufgenommen. Ab 1940 war er in Berlin Präsident des auf sein Drängen gegründeten Rumänischen Instituts in Deutschland (1940–1944 und Gastprofessor in Berlin (1942–1944)). Er wurde korrespondierendes Mitglied der Preußischen Akademie der Wissenschaften. Er war ab 1914 Vollmitglied der Rumänischen Akademie. Von 1920 bis 1948 gab er die Zeitschrift Dacoromania heraus. An der Universität Klausenburg wurde das Institutul de lingvistică și istorie literară nach ihm benannt.

## Schriften (Auswahl)
- Etymologisches Wörterbuch der rumänischen Sprache 1. Lateinisches Element mit Berücksichtigung aller romanischen Sprachen, Heidelberg 1905 (Nachdruck 1975)
- Studii istroromâne, 3 Bde., Bukarest 1906–1929
- (Hrsg.) Dicționarul limbii române (A-C, F-L, bis lojniță), Bukarest 1913–1948
- (Hrsg. mit Alexie Procopovici) Diaconul Coresi [† 1583], Carte cu învătătura. vol. I, textul, Bukarest 1914
- (mit Eugen Herzog) Lehrbuch der rumänischen Sprache, Klausenburg 1920
- Istoria literaturii române. Epoca veche, Sibiu 1921, 1930, 1936; 1987 (hrsg. von Magdalena Vulpe, Nachwort von Dan C. Mihăilescu [* 1953])
- (mit Theodor A. Naum, 1891–1980) Îndreptar și vocabular ortografic, Bukarest 1932, 1970, München 1984
- Deutsche Kultureinflüsse auf das rumänische Volk, Jena/Leipzig 1933
- (mit Ion Breazu) Antologie Română, Halle a. S. 1938
- Limba română, 2 Bde., Bukarest 1940–1959; 1976–1994 (hrsg. von Ilie Dan [* 1938], Vorwort von  Gavril Istrate)
- Die rumänische Sprache, ihr Wesen und ihre volkliche Prägung. Aus dem Rumänischen übersetzt und bearbeitet von Heinrich Kuen, Leipzig 1943, Bukarest 1997 (mit Nachwort von Artur Greive)
- (Hrsg.) Die Weintraube, Rumänische Erzählungen, Berlin/Wien/Leipzig 1943
- (Hrsg.) Der Erholungszug. Heitere rumänische Erzählungen, Berlin/Wien/Leipzig 1944
- Călare pe două veacuri. Amintiri din tinerețe 1895–1906  [Jugenderinnerungen], Bukarest 1968
- Cercetări și studii, hrsg. von Ilie Dan; Vorwort von Gavril Istrate, Bukarest 1974
- Brașovul de altădată [Brașov wie es früher war], Klausenburg 1977
- Memorii, hrsg. von Madgalena Vulpe; Vorwort von Ion Bulei, Bukarest 1978